# آرویو گرانده (برزیل)
آرویو گرانده (به پرتغالی: Arroio Grande) یک شهرداری در برزیل است که در ریو گرانده جنوبی واقع شده‌است. آرویو گرانده ۲٬۵۱۳٫۶۰ کیلومتر مربع مساحت و ۱۸٬۲۳۸ نفر جمعیت دارد و ۲۲ متر بالاتر از سطح دریا واقع شده‌است.